# Flesbergs stavkyrka
Flesbergs stavkyrka (bokmål: Flesberg stavkirke, nynorska: Flesberg stavkyrkje) är en stavkyrka som ligger i orten Flesberg i Flesbergs kommun i Numedal i Norge. 

## Kyrkobyggnaden och interiör
Kyrkan är korsformad med lägre armar i norr och syd. I väster finns ett vapenhus och i norr en sakristia. Kyrkans väggar är mörka, men vindskivor och fönsterbrädor är vitmålade, takryttaren är röd. Utvändigt påminner kyrkan om träkyrkor från 1600- och 1700-tal snarare än en stavkyrka, det enda yttre tecknet är att takryttaren är placerad mitt på västra skeppet, och inte över korsmitten.
Inredningen härstammar från efter 1735. Bänkarna och en bröstning på väggarna är blåmålade, i västra korsarmen är väggen ovanför bröstningen vit och i de andra röd. Kyrkbänkarna är från 1950-talet, men dörrarna är delvis äldre. Predikstolen är från 1660-tal, och altartavlan med korsfästelsen målades 1745.
Kyrkogården är inhägnad med stora plana stående stenhällar.

## Den ursprungliga stavkyrkan
Flesbergs kyrka nämns för första gången 1359, men kyrkan är dock mycket äldre. Stilhistorisk bedömning av de snidade portalerna gör att kyrkan bedöms ha byggts någon gång mellan cirka 1160 och 1190.
Dagens västra korsarm är resterna av den ursprungliga stavkyrkan. 1735 utvidgades kyrkan genom att de tre andra armarna byggdes. Östväggen, koret och svalgången revs då. Det ursprungliga långhuset byggdes om genom att de fristående stavarna som bar det förhöjda mittrummet togs bort. Taket förlängdes ut till den ursprungliga omgångens väggar och korsarmen fick ett innertak. Stavkyrkan var från början relativt liten, 7,8 meter gånger 6,2 meter. Det är oklart om det funnits fler fristående stavar än hörnstavarna till mittrummet.
En målning från 1701 finns bevarad som visar dess dåvarande utseende. Kyrkan tycks ha haft ett kor med samma bred som långhuset mittrum, och en halvrund absid med ett kägelformat tak. Takryttaren var av samma typ som finns kvar. Svalgången var sluten och utan ljusöppningar. I väst fanns ett bislag. Tak och väggar var täckta med spån. Kyrkans yttre har påmint om Borgunds stavkyrka.
Bortsett från några plankor med rester av måleri, som har återanvänts i taket, är inget bevarat av medeltidskyrkans interiör eller inventarier.

## Portalerna
Runt huvudingången i väst finns en snidad portal från stavkyrkan. Rester av den södra portalen är bevarade under panel.
Västportalen avkapades cirka 30 cm nedtill då ett nytt vapenhus byggdes 1735. Dörröppningen är utvidgad och en lägre och bredare dörr är insatt. Portalen hör ihop med en större grupp av portaler från kyrkor i Sogn-Valdres. Snideriet består av rankor och djurornamentik med drakar. Det mesta av portalen är blåmålat, den övre omålade delen var tidigare täckt av en lägre innertak.

## Galleri

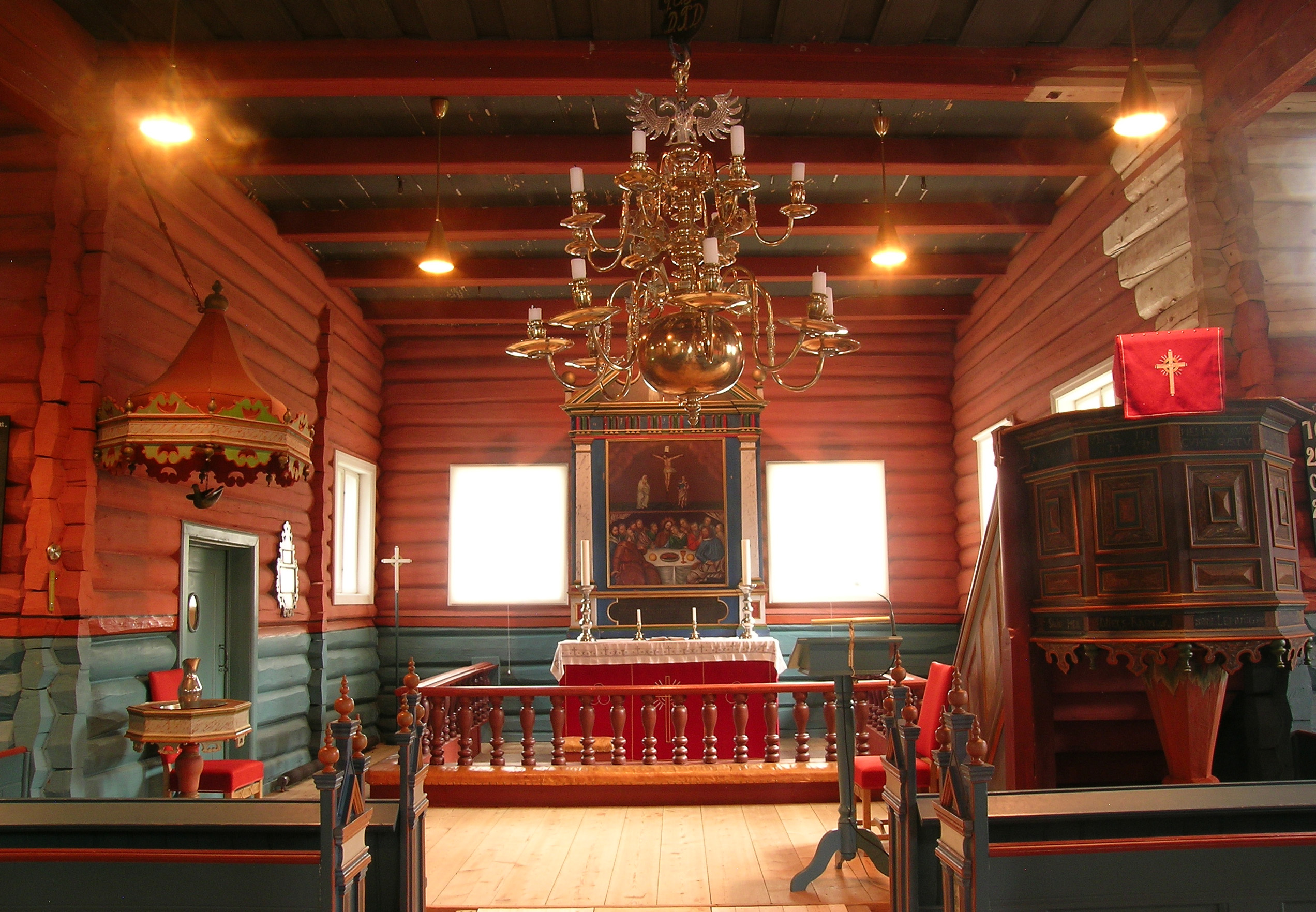
Korets interiör.
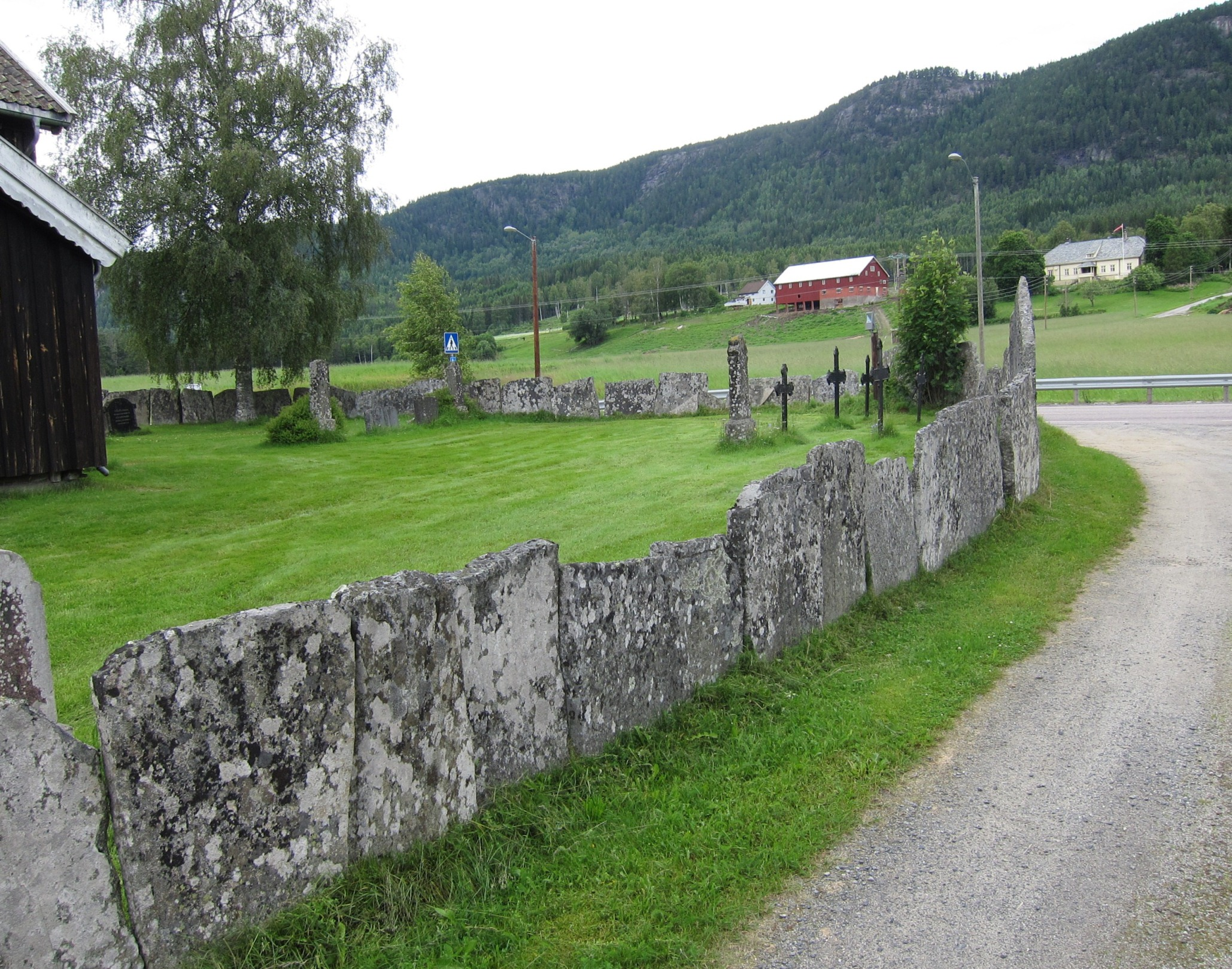
Kyrkogårdsmuren med stenhällarna.
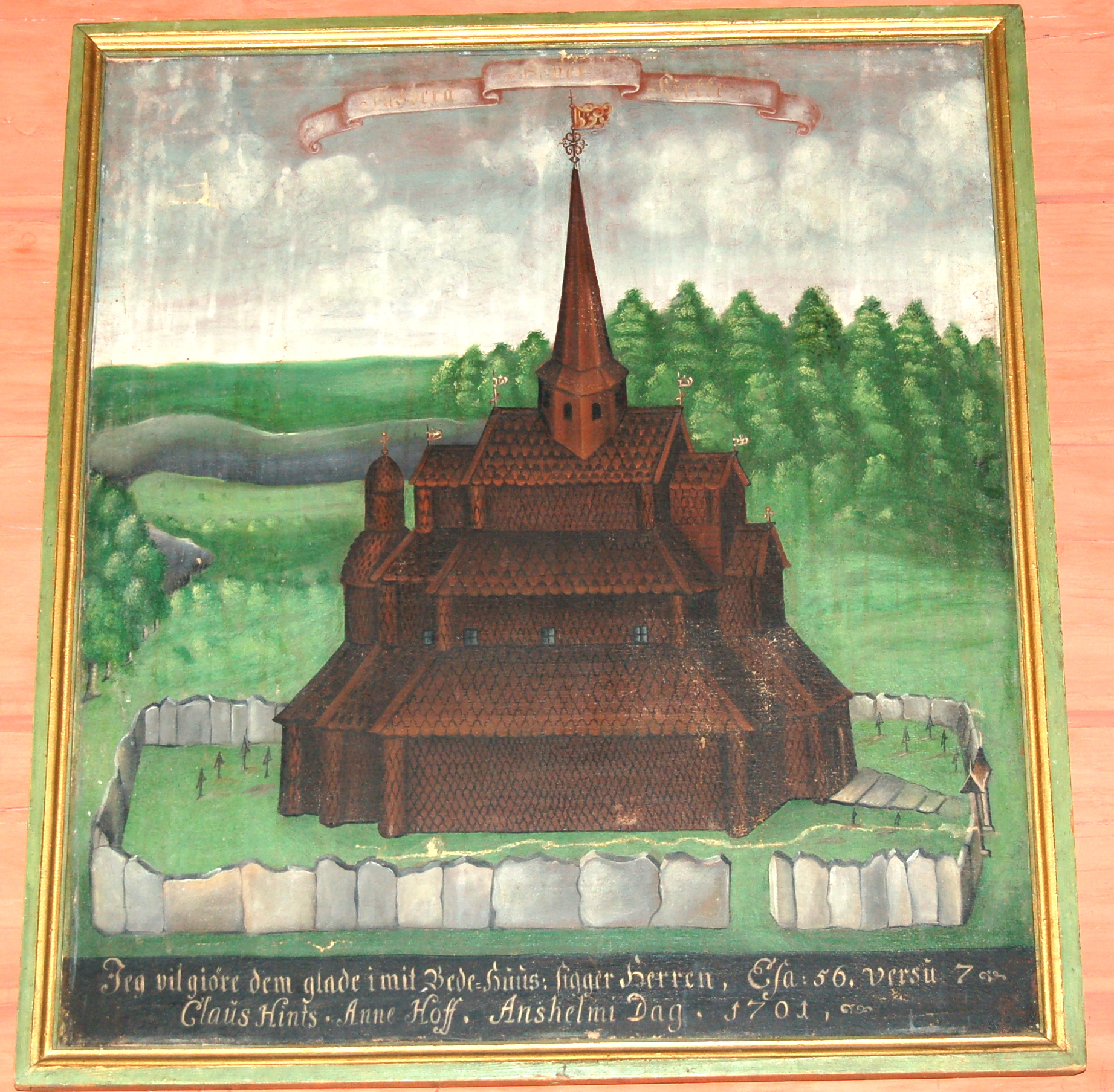
Målning av Flesbergs stavkyrka från 1701.
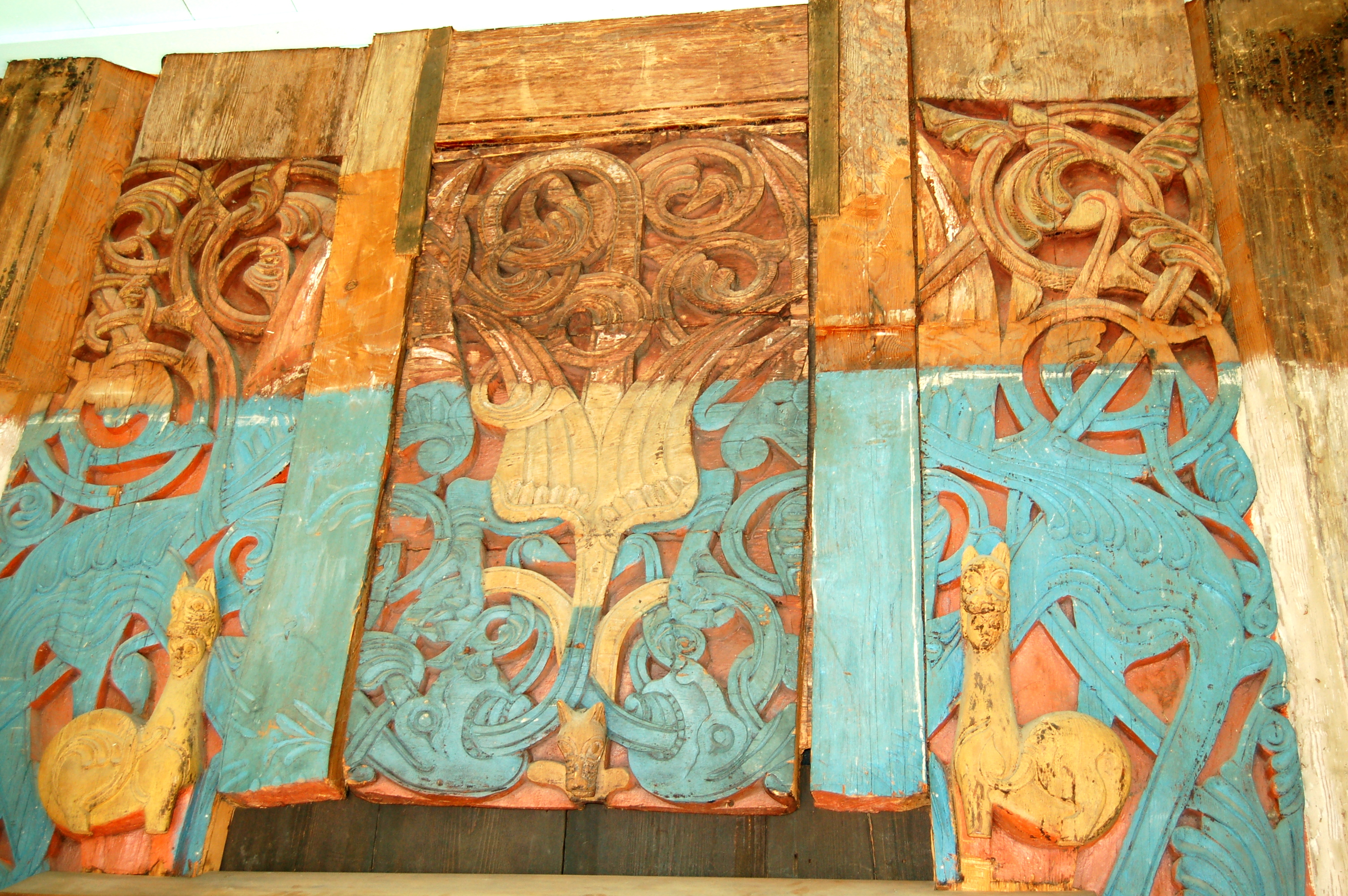
Västportalen.